# Microsoft SCC
SCC (англ. Source Code Control — управление исходным кодом) — API, разработанный Microsoft и предназначенный для взаимодействия прикладных программ с системами управления версиями. Спецификация SCC — закрытая, предоставляется разработчикам на условиях неразглашения.
SCC предоставляет разработчикам прикладных программ стандартный интерфейс для выполнения типичных операций управления версиями, таких как получение нужной версии (check-out), публикация новой версии (check-in) и др. Прикладная программа взаимодействует с основными компонентами SCC, входящими в состав Windows, которые, в свою очередь, вызывают функции из библиотеки (т. н. SCC-провайдера), предоставленной системой управления версиями. Таким образом, программа, использующая SCC, может взаимодействовать стандартным способом с любой системой управления версиями, которая зарегистрировала в системе свой SCC-провайдер.
Поддержка SCC есть во многих программах Microsoft (например, Visual Studio) и ряде приложений других компаний. В качестве провайдера может выступать Microsoft Visual SourceSafe, существуют также провайдеры для CVS и Subversion.